# Danh sách phim THVL phát sóng năm 2024
Đây là danh sách phim do THVL phát sóng trong năm 2024.
←2023 - 2024 - 2025→

## THVL1 - Phim truyện giờ vàng

### Khung 20 giờ
Những bộ phim này phát sóng từ 20:00 đến 20:50 các ngày từ thứ Hai đến thứ Bảy trên kênh THVL1.
| Thời gian                                  | Tên                  | Số tập | NSX                        | Đoàn làm phim | Bài hát chủ đề                                                                                                 | Thể loại | Ghi chú |
| ------------------------------------------ | -------------------- | ------ | -------------------------- | --- | --- | -------- | --- |
| 26 tháng 1 – 17 tháng 2                    | Tết sum vầy          | 19     |                            | Vương Quang Hùng (đạo diễn); Hứa Mỹ Ngọc, La Nguyễn Quốc Vinh (biên kịch); Việt Anh, Thanh Hằng, Ngân Quỳnh, Nguyễn Sơn, Nguyên Vũ, Hiếu Hiền, Nguyễn Quốc Trường Thịnh, Đặng Phương Trâm, Đông Dương, Quang Thái, Bella Mai, Ngọc Huyền, Hải Đan, Phương Uyên, Bé Kem, Mỹ Phúc, Phương Đoàn, Lê Đình Út, Tiêu Anh Tuấn, Lâm Lệ,... | Tết là đây Thể hiện: Lương Bích Hữu                                                                            | Hài hước | Hoãn 1 tập vào ngày 9 tháng 2 để phát sóng chương trình Tết Nguyên Đán 2024 Sản xuất dịp Tết Nguyên Đán 2024           |
| 19 tháng 2 – 15 tháng 3                    | Duyên tiên tiền định | 23     | Sao Phương Nam             | Bùi Ngọc Nam Phương (đạo diễn); Ái Duy (biên kịch); Hòa Hiệp, Quỳnh Lam, Thanh Hiền, Nguyệt Ánh, Thiên Bảo, Phương Trâm, Thành Tá, Vũ Đằng, Như Đan, Trường Thịnh, Nguyên Bảo, Trương Phương, Phương Khánh, Xuân Tài, Đạt Nguyễn, Hồng Thắm, Phương Dung, Nguyễn Châu, Hữu Thạch, Mai Huỳnh, Hoàng Mập, Phi Nga, Huỳnh Phú, Quốc Tân, Lê Hiền, Hải Hùng, Mạnh Phương, Bảo Tâm, Thanh Trúc, Chí Bảo, Thái Điền, Minh Thông, Hồng Thanh, Hoàng Huynh, Gia Phú, Xuân Phạm, Bé Minh Anh, Bé Gia Phát, Bé Bảo Tiên,... | Duyên tiên tiền định Thể hiện: Lương Bích Hữu                                                                  | Cổ trang | |
| 16 tháng 3 – 9 tháng 5                     | Bên bờ hạnh phúc     | 47     | NDFilm                     | Nguyễn Dương (đạo diễn); Nguyễn Thị Mộng Thu (tác giả); Bích Ngọc, Phạm Huỳnh Hữu Tài, Phương Dung, Phúc Zelo, Đào Vân Anh, Hoài An, Nguyễn Quỳnh, Huỳnh Trường Thịnh, Hoàng Yến, Tăng Huỳnh Như, Phúc An, Nguyên Vũ, Nguyễn Sanh, Đinh Mạnh Phúc, Công Ninh, Trung Giang, Mai Tâm Như, Thùy Tiên, Hoàng Phi Luân, Nguyễn Tân, Trần Kim Hà, Linh Chi, Nguyễn Trí Tâm, Hương Nguyễn, Hà Phương Thương, Hữu Thạch, Huỳnh Phú, Lê Thy, Yan Lưu, Bé Như Ý, Bé Quân Hào, Thúy Vy, Hồ Thị Hồng Thắm, Hồ Giang Bảo Sơn, Phan Vũ, Bé Dạ Chúc, Tina Võ, Phương Ngọc, Bé Quốc Vũ, Bích Hồng, Hạnh Lâm, Bảo Tâm, Bé Bảo Hân, Bé Ya Hân, Huỳnh Thanh Tùng, Bé Phương Trinh, Nguyễn Tuấn, Phương Ngân, Khánh Duy, Thuận Tony, Kim Loan, Bùi Thanh Châu, Duy Harry, Bé Nam Phong, Võ Quốc Anh Tuấn...                                              | Thắng hạnh phúc nhận cô đơn Thể hiện: Nguyên Vũ - Duyên Quỳnh Em đã nói anh nghe chưa Thể hiện: Ammy Minh Khuê | Tình cảm | |
| 10 tháng 5 – 27 tháng 8                    | Tình yêu bất tử      | 87     | TVP                        | Trương Dũng (đạo diễn); Diễm Nguyễn (biên kịch); Anh Tài, Hồng Loan, Thúy Diễm, Tường Vi, Thanh Thức, Mã Hiểu Đông, Kiều Khanh, Văn Phượng, Thanh Hiền, Huỳnh Quý, Trịnh Kim Chi, Huỳnh Anh Tuấn, Khương Thịnh, Huy Cường, Ngân Quỳnh, Thanh Hiền, Lê Nam, Ngọc Lan, Phúc An, Băng Tuyền, Minh Hoàng, Hữu Lộc, Thạch Kim Long, Mạc Thị Giàu,... | Hoa bất tử Thể hiện: Duyên Quỳnh Sắc hoa mong manh Thể hiện: Đức Mạnh Tìm nhau Thể hiện: Quốc Toàn             | Tình cảm | Hoãn 7 tập từ ngày 19 tháng 7 đến 26 tháng 7 trong thời gian Quốc tang Tổng bí thư Nguyễn Phú Trọng                    |
| 28 tháng 8 – 25 tháng 10                   | Mùa sậy trổ bông     | 51     | TAFilm                     | Chu Thiện (đạo diễn); Ngọc Diễm (tác giả); Văn Phượng, Tuyết Thu, Thanh Hiền, Thân Thúy Hà, Trung Hiếu, Mai Sơn Lâm, Thanh Thức, Thanh Duy, Lê Nguyên Bảo, Lê Hạ Anh, Kiều Khanh, Thành Khôn, Mai Tâm Như, Ly Na Trang, Ngọc Lan, Linh Trung, Quách Hồ Ninh, Đình Hiếu, Huỳnh Điệp Kiều Ngân, Đại Ngọc Trâm, Ngọc Thảo, Mai Chinh, Giang Thúy Viên, Thạch Kim Long, Châu Đàm, Đức Thuận, Mộng Núi, Vạn Thuận, Huy Anh, Bé Xu Tít, Bé Bảo Khang, Thùy Linh, Dạ Chúc, ... | Bông sậy trắng Thể hiện: Ánh Thúy Tình say Thể hiện: Ánh Thúy - Nguyễn Huỳnh                                   | Tình cảm | |
| 26 tháng 10 – 19 tháng 12                  | Tham vọng giàu sang  | 47     | Mega GS và Phúc Hưng Media | Hoàng Tuấn Cường (đạo diễn); Nguyễn Thị Mộng Thu (biên kịch); Cao Minh Đạt, Lê Phương, Trung Dũng, Thanh Hiền, Bạch Công Khanh, Dũng Bino, Yeye Nhật Hạ, Lê Tam Triều Đãng, Hoàng Nguyên, Trang Tuyền, Văn Phượng, Quách Hồ Ninh, Đình Hiếu, Hồng Anh, Xu Tít, Huy Khang, Đình Lộc, Vũ Anh, Phạm Huỳnh Bảo Ngọc, Công Danh, Bích Châu, Thanh Ngọc, Thư Nguyễn, Công Tài, Thanh Hiền, Hồng Cẩm, Bảo Kha, Ngọc Tuyền, Bùi Trung Kiên, Trang Thái Bình, Trần Minh Phùng, Lê Tuệ Khương, Võ Văn Ba, Nguyễn Thị Băng Tâm, Nguyễn Kim Tân, Dương Lan Anh, Lê Ngọc Minh Quang, Lê Anh Đức, Huỳnh Thị Mến, Phạm Tấn Tú, Sơn Công Hiếu, Nguyễn Hữu Tâm, Võ Minh Trí, Nguyễn Tuấn Kiệt, Nguyễn Phi Nhuận, Phạm Ngọc Thành, Lê Thị Hoài Phương, Ali Dũng, Lê Quang Đãng, Phạm Thị Kim Liên, Trương Thị Bích Hồng, Trần Thị Mỹ Linh, Sylrock,... | Gánh đau thương Thể hiện: Tuyết Mai                                                                            | Thời xưa | |
| 20 tháng 12 năm 2024 – 27 tháng 1 năm 2025 | Màu của tình yêu     | 33     | Phương Nam Phim            | Quách Khoa Nam (đạo diễn); Phan Mộng Thúy (biên kịch); Trương Minh Quốc Thái, Tú Vi, Thành Hội, Ái Như, Dũng Bino, Dương Gia Mỹ, Thanh Bình, Ly Na Trang, Quách Hữu Lộc, Đỗ Thúy, Phạm Hy, Lê Trang, Ngân Quỳnh, Phương Bình, Quốc Cường, Tiến Ngô, Minh Phúc, Lâm Kha, Mỹ Phúc, Thành Thuận, Quân Lữ, Đức Tâm, Phương Uyên, Trúc Ly, Trường Thịnh, Aleksei, Robert Stuart,... | Nắm tay nhau Thể hiện: Tuyết Mai                                                                               | Tình cảm | Phim chuyển thể từ 3 vở kịch: Thử yêu lần nữa, Màu của tình yêu và Cảm ơn mình đã yêu em của sân khấu Hoàng Thái Thanh |

### Khung 21:30 thứ Hai - thứ Ba
Những bộ phim này phát sóng từ 21:30 đến 22:00 các ngày từ thứ Hai đến thứ Ba trên kênh THVL1.
- Lưu ý: Từ ngày 16 tháng 6 năm 2025, chính thức ngừng phát sóng khung giờ phim truyện Việt Nam 21:30 thứ Hai - thứ Ba, khung phim trở lại giờ phim Nước Ngoài.

| Thời gian                                | Tên                | Số tập | NSX           | Đoàn làm phim | Bài hát chủ đề                               | Thể loại | Ghi chú |
| ---------------------------------------- | ------------------ | ------ | ------------- | --- | -------------------------------------------- | -------- | --- |
| 1 tháng 7 năm 2024 – 10 tháng 6 năm 2025 | Sống để yêu thương | 96     | Hãng phim Mia | Trần Ka My (đạo diễn); Quách Thùy Nhung (biên kịch); Diệp Bảo Ngọc, Nguyễn Ngọc Huyền, Hồ Nguyễn Trúc Nhân, Trần Quốc Anh, Phạm Tiến Lộc, Ngọc Thư, Minh Hoà, Trần Đức, Mỹ Duyên, Huỳnh Kiến An, DJ Mie, Hoàng Du Ka, Lưu Duy Khánh, Bảo Hân, Xuka, Thái Vũ, Trần Hoàng, Ngô Thu Hương, Vương Trọng Trí, Nguyễn Khắc Dũng, Long "hách", Khánh Ly, Nguyễn Sùng Lãm, Phùng Đức Hiếu, Lại Thanh Hà, Nguyễn Đức Mạnh, Quách Văn Phương, Vương Duy Khánh, Phạm Hồng, Quỳnh Dung, Đặng Đạm, Vũ Hồng Lê, Khoa Nam,... | Mình tập yêu nhau Thể hiện: Hà Anh, Vinny Vũ |          | Hoãn 2 tập từ ngày 22 tháng 7 đến 23 tháng 7 năm 2024 trong thời gian Quốc tang Tổng bí thư Nguyễn Phú Trọng Hoãn 1 tập vào ngày 28 tháng 1 để phát sóng chương trình tết Nguyên Đán 2025 Dựa theo phim truyền hình Hàn Quốc Beautiful Love, Wonderful Life Bộ phim THVL đầu tiên quy tu dàn diễn viên 2 miền Nam - Bắc Là bộ phim Việt Nam cuối cùng phát sóng trong khung giờ này |